# Epipterygium wrightii
Epipterygium wrightii är en bladmossart som beskrevs av Lindberg 1862. Epipterygium wrightii ingår i släktet Epipterygium och familjen Bryaceae. Inga underarter finns listade i Catalogue of Life.